# Reloj bifilar

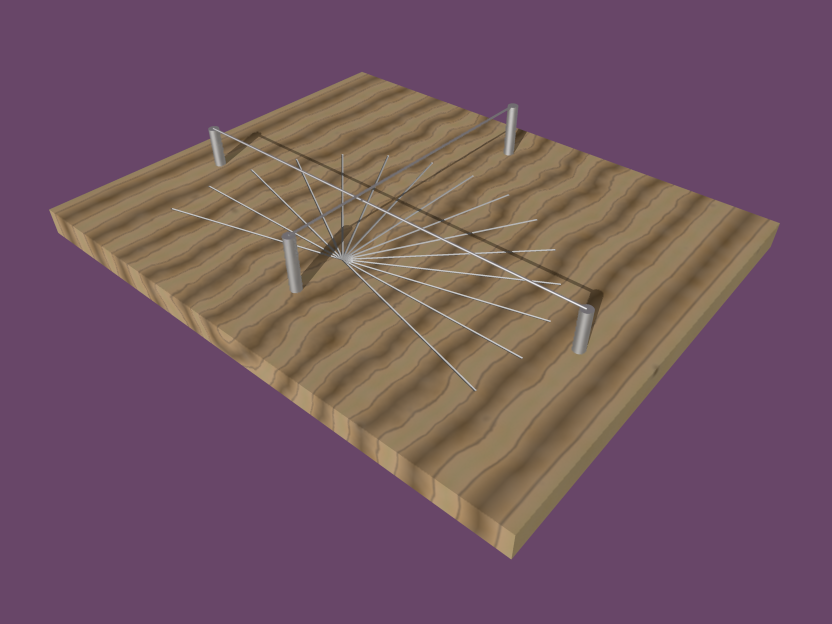
Una disposición de elementos en un reloj bifilar

El reloj bifilar es un reloj solar horizontal que se caracteriza por medir el tiempo con la intersección de la sombra de dos catenarias cruzadas y soportadas a diferente cota. El reloj fue inventado y diseñado por el historiador y matemático alemán Hugo Michnik en 1922. La novedad del invento es que no necesita un gnomon para medir el tiempo. El primer diseño que realiza Michnik en su histórico artículo emplea dos barras (o hilos tensos) cruzadas ortogonalmente1 (según las direcciones Norte-Sur y Este-Oeste) y emplea métodos de geometría analítica para obtener las ecuaciones del cruce de sombras y la escala horaria que se representa en el suelo. Posteriormente se fueron introduciendo variaciones. Una de las características más notables del invento de Michnik es que la escala horaria se convierte en la de un reloj ecuatorial cuando las cotas de los hilos respecto al plano horizontal del reloj guardan una cierta proporción con el seno de la latitud del lugar.

## Desarrollo
Posterior al desarrollo de H. Michnik se fueron realizando numerosos estudios de relojes bifilares, cambiando la disposición de los hilos rectos, cambiando la inclinación del cuadrante, cambiando incluso la forma y naturaleza geométrica de los hilos. La introducción de los computadores en el cálculo de las sombras hizo que muchos gnomonicistas a finales del siglo XX intentarán buscar nuevas propiedades geométricas de estos relojes. 

### Cuadrante bifilar horizontal
Este fue el primer desarrollo realizado por Hugo Michnik en 1922, el reloj se compone de dos hilos tirantes rectos. Un primer hilo se encuentra elevado a una cota constante {\displaystyle g_{1}\,} del plano horizontal {\displaystyle \pi \,} del cuadrante solar, y se orienta en la dirección norte-sur paralela al meridiano del lugar. Un segundo hilo se siua a una cota constante {\displaystyle g_{2}\,} del plano horizontal {\displaystyle \pi \,} del cuadrante solar y está orientado perpendicularmente al anterior, es decir siguiendo la dirección este-oeste. El problema a resolver es encontrar una línea recta que representa el rayo solar y que pasa simultáneamente por la intersección de los hilos.
Este rayo solar se expresa en coordenadas horizontales y su disposición a lo largo del día se expresa en función del ángulo horario {\displaystyle t_{\odot }} y la declinación solar {\displaystyle \delta }. Es evidente que la intersección de este rayo con el plano del cuadrante del reloj proporciona un punto I de coordenadas {\displaystyle (x_{I},y_{I})}:
De estas dos fórmulas se puede despejar aquellos términos que contienen la {\displaystyle \tan \delta } y se resumen en una sola ecuación escrita como:

Esta relación, debido a la proporcionalidad lineal entre las coordenadas {\displaystyle x_{I}} y {\displaystyle y_{I}}muestra que las curvas horarias de este reloj son líneas rectas que pasan por el punto {\displaystyle C\,} de coordenadas: 